# 吉田繪里
吉田繪里（1992年1月17日—）為日本女性職業棒球選手，位置為投手，擅長投的球種為蝴蝶球。原為日本關西獨立聯盟之球員，於2011年赴美國。

## 基本資料
- 暱稱綽號：ナックル姫 (蝴蝶球女王)
- 出生日期：1992年1月17日
- 身高體重：155公分、55公斤
- 投打習慣：右投右打
- 守備位置：一壘手→投手(低肩側投)
- 最快球速：101km/hr
- 擅長球路：蝴蝶球、曲球
- 出生地點：日本神奈川縣横濱市
- 最高學歷：日本神奈川縣立川崎北高等學校
- 選秀順位：2008年關西獨立聯盟選秀會神戶9人巡航者隊第七指名
- 原文姓名：Eri Yoshida、よしだ えり (吉田えり)

## 經歷
- 中川西中野球隊
- 神奈川縣立川崎北高等學校
- 千葉熱血MAKING
- 西多摩俱樂部
- 關西獨立聯盟神戶9人巡航者隊（2009年）
- 美國職棒獨立聯盟(亞利桑那冬季聯盟)Yuma Scorpions（2009年12月15日～2010年2月）
- 美國職棒獨立聯盟(黃金棒球聯盟)Chico Outlaws（2010年，2011年）
- 關西獨立聯盟兵庫藍砂隊練習生（2011年）
- 美國職棒獨立聯盟Na Koa Ikaika Maui（2011年）
- 關西獨立聯盟兵庫藍砂隊（2012年後）

## 個人年表
- 2009年 -- 12月與美國籍女子球員Tiffany Brooks加盟亞利桑那冬季聯盟球隊。
- 2010年 -- 02月結束亞利桑那冬季聯盟球季後，收到美國職棒獨立聯盟（黃金棒球聯盟）Chico Outlaws隊邀請加盟邀請，但未回覆。
- 2010年 -- 03月春訓時接受紅襪隊蝴蝶球投手Tim Wakefield親自指導，並贈予簽名球，吉田的蝴蝶球球路是由觀看Wakefield的投球影片學成。
- 2010年 -- 04月確定加盟美國職棒獨立聯盟黃金棒球聯盟Chico Outlaws隊，也是自2000年後，第2位加盟美國職棒獨立聯盟女子球員。（上一位女子球員美國籍Ila Borders曾在1997至2000年打過美國職棒獨立聯盟）

## 特殊事蹟
- 2008年 --11月17日入選關西獨立聯盟，成為職棒史上首位女性球員，球衣背號17號。
- 2009年 --03月27日關西獨立聯盟開幕戰對大阪Gold Villicanes隊，於第九回以救援投手身份登板，除面對第一打者四壞球保送外，第二打者古屋隆行三振出局，無關勝負，球隊最後贏5:0。
- 2009年 --05月29日對明石紅戰士隊第二度登板，成功令打者三振出局。
- 2010年 --02月12日面對加拿大國家隊，先發4局0失分拿下赴美獨立聯盟的第一勝。

## 资料来源
- 台湾棒球维基馆 （页面存档备份，存于）